# Серж Мументалер
Серж Мументалер (нім. Serge Muhmenthaler, нар. 20 травня 1953, Гренхен) — колишній швейцарський футболіст, а потім футбольний арбітр.

## Кар'єра футболіста
Вихованець клубу «Гренхен» з рідного міста. Там він спочатку грав на юніорському рівні, а потім був переведений до першої команди, з якою у 1971 році вийшов у вищий дивізіон.
У 1972 році він перейшов у «Янг Бойз», де грав на позиції нападника протягом трьох років, після чого у 1975 році підписав дворічний контракт з «Базелем», з яким у сезоні 1977 року став чемпіоном Швейцарії. Однак ще до цього матчі Кубка ліги у лютому 1976 року отримав травму меніска і, незважаючи на три операції, протягом двох років він отримав новий контракт з клубом. Втім повноцінно відновитись не зумів і змушений був завершити кар'єру.

## Кар'єра арбітра
В подальшому Серж розпочав суддівську кар'єру і у сезоні 1980/81 став обслуговувати матчі третього дивізіону. Потім з 1981 по 1984 рік судив ігри другого дивізіону, а починаючи з сезону 1984/85 був суддею вищого дивізіону. Починаючи з 1989 року мав статус арбітра ФІФА. Обслуговував серед іншого такі відповідальні матчі під егідою УЄФА:
- 15 травня 1989 року: фінал Кубка Швейцарії «Грассгоппер» — «Арау» 2:1.
- 1 травня 1996 року: перший фінальний матч Кубка УЄФА «Баварія» — «Бордо» 2:0
- 11 червня 1996 року: груповий етап чемпіонату Європи Туреччина — Хорватія (0:1)
- 5 лютого 1997 року: другий матч Суперкубка УЄФА «Ювентус» — «Парі Сен-Жермен» (3:1)

З 1980 року і до закінчення кар'єри в кінці грудня 1997 року він відсудив близько 250 матчів у Швейцарії і 75 міжнародних зустрічей, в тому числі і названий найпам'ятнішим для самого Мументалера відбірковий матч на чемпіонат світу 11 листопада 1997 року між Італією та Росією (1:0) перед 80.000 глядачів на «Сан-Паоло», Неаполь. Також в рамках існуючої тоді практики німецько-швейцарського обміну арбітрів, Мументалер між 1988 і 1990 роками відсудив також чотири гри в німецькій Бундеслізі.

## Титули та досягнення

### Як гравця
- Фіналіст Кубка Альп: 1975
- Чемпіон Швейцарії: 1976/77

### Як арбітра
- Арбітр року в Швейцарії: 1989[5], 1998